# Schulbuch

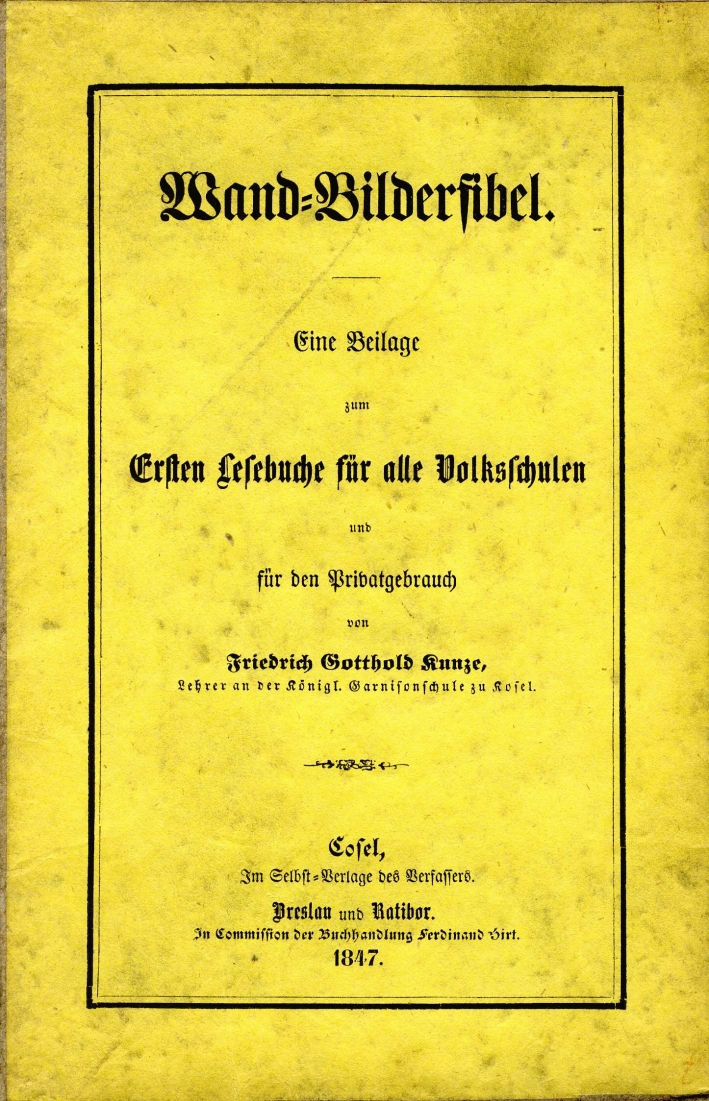
Wandbilderfibel von 1847

Ein Schulbuch ist ein Druckerzeugnis für die Hand des Schülers, das dazu dient, den Lehrplan eines Faches schulartbezogen in Zielen und Inhalten zu erfüllen. Lehrpläne unterscheiden sich nach Bundesland, Altersstufe und Schulart. In einigen Bundesländern sind neben Druckerzeugnissen auch digitale Medien als Schulbuch möglich. Schulbücher enthalten den Lehrstoff in fachlich korrekter, aber altersgemäßer und didaktisch aufbereiteter Form. Das bedeutet meist eine vereinfachte Darstellung, die wissenschaftlich noch kontrovers diskutierte Fragen der herrschenden Lehrmeinung gemäß darstellt.

## Inhalt

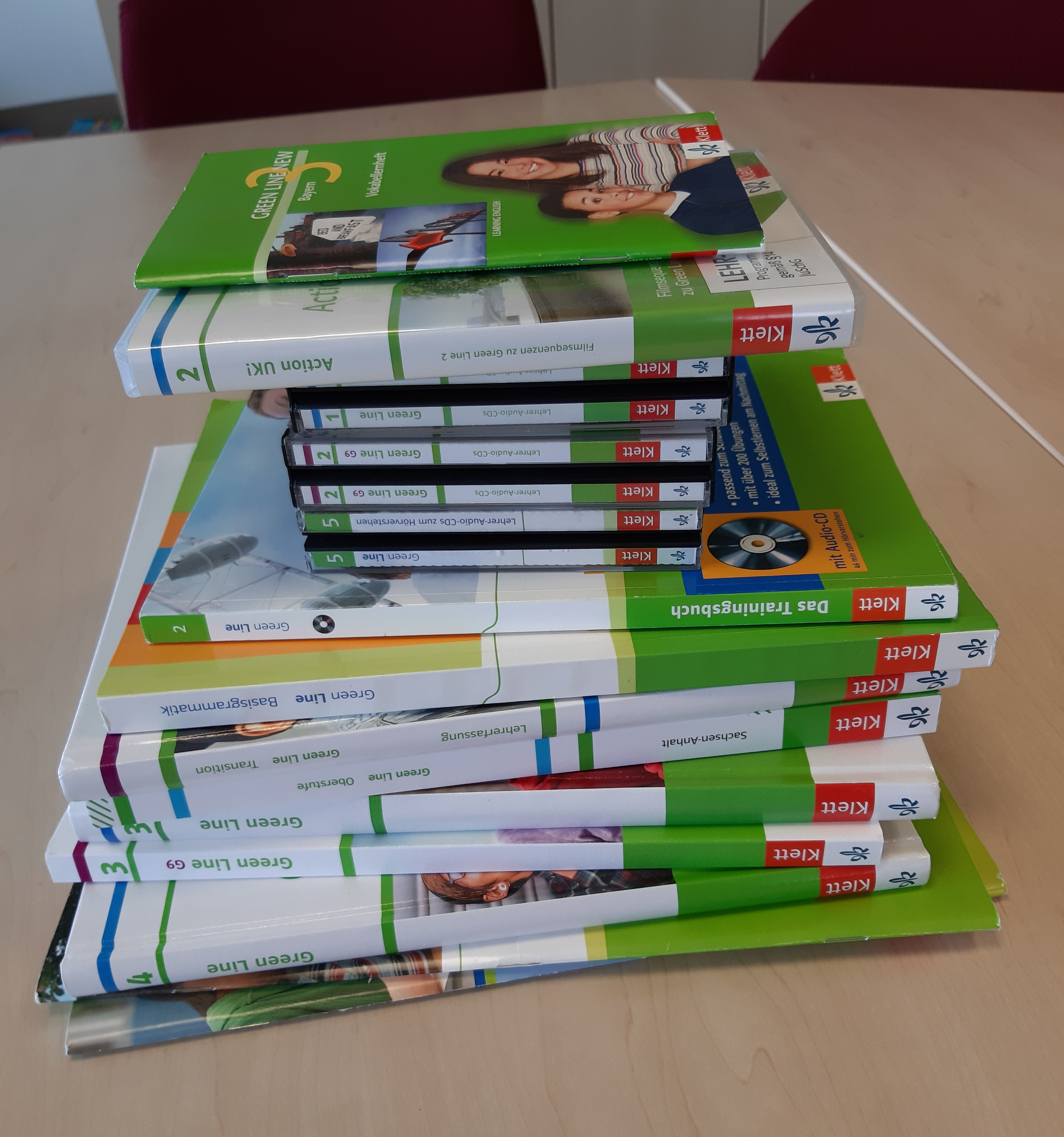
Moderne Schulbücher für den Englischunterricht in deutschen Schulen

Ein Schulbuch bringt bestimmte Problematiken und Lehrinhalte eines Unterrichtsfachs der jeweiligen Klassen- oder Schulstufe nahe. Je nach Fach sind Texte, Bilder, Tabellen und Formeln tragende Säulen des Unterrichts.
Den Inhalt gibt in den Grundzügen oft eine staatliche Kommission vor. In Baden-Württemberg ist dies das Landesinstitut für Schulentwicklung Baden-Württemberg (siehe Weblink).
Wird in einem Land die Schreibweise angepasst, wie z. B. im deutschsprachigen Raum durch die Rechtschreibreform (1996), so müssen die Schulbuchverlage diese Anpassungen umgehend berücksichtigen und ihre angebotenen Materialien entsprechend aktualisieren.

## Zulassung der Schulbücher

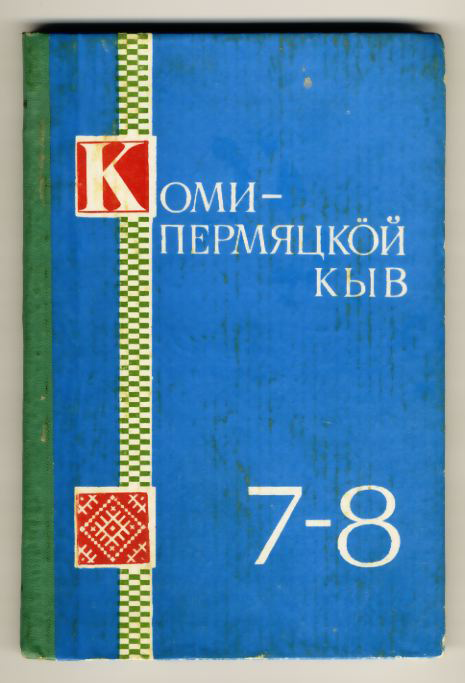
Typisch ist die Angabe der Klassenstufe auf dem Cover eines Schulbuches, wie bei diesem Buch aus der ehemaligen Sowjetunion

Lehrbücher für den Unterricht in staatlichen Schulen bedürfen in Deutschland in der Regel der Zulassung durch das Kultusministerium oder die zuständige Behörde des jeweiligen Bundeslandes (Deutschland) bzw. die Approbation durch das Bildungsministerium (Österreich). In einigen deutschen Bundesländern wurde die Schulbuchzulassung abgeschafft, beispielsweise in Berlin (2004), Hamburg, Saarland und Schleswig-Holstein.
In Deutschland führen die Kultusministerien Schulbuchverzeichnisse bzw. Kataloge der jeweils im Bundesland zugelassenen Schulbücher. Die Schulen sind frei in der Auswahl der Schulbücher, soweit zugelassen. Schulbücher für berufliche Schulen sowie für die Oberstufe sind von der Zulassungspflicht ausgenommen.
Ob die Zulassung durch das Kultusministerium oder eine gesonderte Behörde (in Baden-Württemberg z. B. das Landesinstitut für Schulentwicklung) erfolgt, ist aufgrund der Schulgesetze der einzelnen Bundesländer in den jeweiligen Verordnungen der Kultusminister geregelt. Als Beispiele für diese Regelungen ist die Schulbuchzulassungsverordnung und das Schulgesetz (§ 94 betrifft die Lehrmittelfreiheit) Baden-Württembergs als Weblink angegeben.
Bei Einführung neuer Fächer oder Berufe (im berufsbildenden Bereich etwa) entsteht das Problem, dass es einen Mangel an geeignetem Lehrmaterial auf dem Markt gibt. Dieser Bedarf wird häufig durch unterschiedliches Material gedeckt, das Lehrer sammeln und zusammenstellen. Ähnlich ist die Situation, wenn Lehrpläne (auf Länderebene) verändert werden. Im Gegensatz zu anderen Verlagen suchen deshalb Schulbuchverlage ständig nach Autoren, die bereit sind, neue Lehrbücher zu schreiben oder alte zu aktualisieren. Die Autoren sind – aus naheliegenden Gründen – überwiegend aktive oder ehemalige Lehrkräfte.

## Begleitmaterial
Neben den eigentlichen Schulbüchern bieten viele Schulbuchverlage zusätzliche Bücher und Hefte an, etwa Arbeits- und Übungshefte mit Aufgaben. Diese können, müssen aber nicht begleitend im Unterricht oder für die Hausaufgaben verwendet werden. Darüber hinaus bieten Schulbuchverlage oft zusätzliche, teils auch digital abrufbare, Materialien speziell für Lehrer an, wie Kopiervorlagen für Arbeitsblätter mit Lösungen und begleitende Materialien zur Unterrichtsplanung, -gestaltung und -strukturierung.
Ebenfalls zum Begleitmaterial zählen gesonderte Hefte mit den Lösungen der Aufgaben, die in einem Schulbuch oder Arbeitsheft gestellt werden. Sie sollen dem Lehrer die rasche Kontrolle erleichtern oder es dem Schüler ermöglichen, die eigene Leistung selbständig zu überprüfen. Derartige Hefte werden als Lösungshefte oder Lehrerhefte bezeichnet. Publikationen, die zusätzlich Erläuterungen, Übersichten und Anregungen für Lehrer enthielten wurden früher häufig als Lehrerband oder Lehrerhandbuch bezeichnet, während mittlerweile auch der Begriff Handreichung etabliert hat.
Diese Begleitmaterialien werden der Zielgruppe auf Fachmessen, wie der didacta oder online vertrieben und können oft nur von Lehrkräften erworben werden (z. B. mit Schulstempel), um den möglichen Missbrauch durch oder Schüler zu verhindern. Dies geschieht unter anderem, da solche Begleitmaterialien neben den Lösungen oft Vorschläge zur Lern- und Leistungskontrolle enthalten (z. B. für Tests, Klassenarbeiten und Klausuren).

## Finanzierung
In den meisten Ländern der Bundesrepublik Deutschland und in Österreich erhielten von 1972 bis in die Mitte der 1990er-Jahre alle Schüler Lehrbücher kostenlos zur Verfügung gestellt, im Rahmen der so genannten Lernmittelfreiheit (BRD) bzw. Schulbuchaktion (A).
Zwischen 1995 und 2010 war in Österreich ein pauschalierter Selbstbehalt zu entrichten, nach Schulstufen gestaffelt. In Deutschland gibt es in den Bundesländern und bis zu den einzelnen Schulen unterschiedliche Lösungen.
In einem nicht zu vernachlässigenden Umfang ist vom Lehrer selbst erstelltes bzw. zusammengestelltes Lehrmaterial an seine Stelle getreten. Das gilt insbesondere für Freiarbeit, Gruppenarbeit und die Arbeit in der Oberstufe des Gymnasiums. Wegen der Vorgaben durch die Lehrpläne bietet sich eine gemeinsame Erstellung dieser Lehrmaterialien an. Sofern sich die Lehrmaterialien auf konventionelle Schulbücher stützen, sind aus Copyrightgründen derartigen Kooperationen enge Grenzen gesetzt. Daher gibt es erste Ansätze, die Ideen von Open Access und Open Content auf die Erstellung von Schulbüchern anzuwenden, wie etwa die sich ergänzenden Initiativen „SchulbuchWiki“ und den Schulbüchern bei Wikibooks. Wie das funktionieren kann, wurde in einer Prüfungsarbeit an der westfälischen Wilhelms-Universität untersucht. Solche freien Lehrmittel werden auch als Open Educational Resources bezeichnet.
Open-Access-Regelungen stoßen bei Schulbuchverlagen auf wenig Gegenliebe, wie man einer Pressemeldung des VdS Bildungsmedien e. V. entnehmen kann. Aus dieser Mitteilung geht auch hervor, dass der Branchenumsatz mit Schulbüchern und Bildungssoftware in den allgemein- und berufsbildenden Schulen im Jahr 2008 um ca. 5 % gesunken ist, und zwar von 350 auf 333 Mio. €. Dieser Trend setzte sich abgeschwächt auch 2009 fort. Nach Angaben dieses Verbands sind die öffentlichen Schulbuchausgaben (Handelsumsätze) im Zeitraum von 1991 bis 2007 von 398 auf 224 Millionen Euro gesunken.

## Internationale Abstimmung und Schulbuchforschung
Da sich Schulbücher besonders eignen, um ausgewähltes Wissen und Werte, aber auch Ideologien zu verbreiten und zu festigen, beschäftigt sich der Forschungszweig der Schulbuchforschung unter anderem mit der Analyse von Entstehung, Einsatz und Inhalten von Schulbüchern und Bildungsmedien. Internationale Schulbuchkommissionen arbeiten daran, allzu widersprüchliche Darstellungen dem wissenschaftlichen Forschungsstand gemäß zu vereinheitlichen (vgl. Geschichtspolitik, Geschichtsbild). Nach den Angaben auf seiner Webseite untersucht das Georg-Eckert-Institut für internationale Schulbuchforschung „im internationalen Vergleich gesellschaftliche Deutungsmuster, Orientierungshilfen und Identitätsangebote, die über Bildungssysteme vermittelt, institutionell abgesichert und damit legitimiert werden“. Es konzentriert sich dabei auf historische, politische und geographische Lehr- und Lernmedien.

## Inhaltliche Mängel
Die Stiftung Warentest fand im Oktober 2007 in zehn untersuchten Biologiebüchern durchschnittlich auf jeder fünften Seite schwere Pannen. Analysierte Geschichtsbücher enthielten fast gleich viele Fehler. Je ein Buch („Nautilus Biologie 2. Ausgabe A“ bzw. „Zeiten und Menschen“) war „gut“ – auch in Nutzerfreundlichkeit und ohne unnötig schwere Texte. Drei Bücher hatten so viele Fehler, dass sie mit „mangelhaft“ bewertet wurden.
Die Schulbuchverlage protestierten, sodass die Stiftung – sonst unüblich – Untersuchungsergebnisse herausgab.
Auch eine frühere Studie zu Ernährungsthemen in Schulbüchern kommt zu dem Schluss, dass diese schwere inhaltliche Mängel aufweisen.

## Historische Schulbücher
- Orbis sensualium pictus von Johann Amos Comenius